# Hjargasz-tó
A Hjargasz-tó (mongolul Хяргас нуур [Hjargasz Nuur] sekély, lefolyástalan sóstó Mongólia északnyugati részén, Uvsz tartományban, Hjargasz kerületben.

## Földrajz
A tó területe 1481 km2, víztükrének tengerszint feletti magassága 1028,5 m. Pontos mélysége 80 m, átlagos mélysége 47 m.
Éghajlata szélsőségesen kontinentális, igen száraz, csapadékban szegény. A csapadék többsége nyáron, zivatarok idején hull. A tó víztükrét november végétől május elejéig jégpáncél borítja.
Az Uvsz-tó és vidéke az ún. Nagy Tavak medencéjéhez tartozik. A hatalmas mélyedés északnyugaton a Tannu-Ola hegyvonulataitól délkeleten a Sargaj-Góbi homoktengeréig húzódik. A földtörténeti negyedkor elején Mongólia területének jelentékeny részét beltenger borította, mely később több részre oszlott. Ezek maradványai az ország északnyugati vidékén található végtavak, közülük a legészakabbra fekvszik az Uvsz-tó, valamint a szintén 1000 km2-nél nagyobb Hjargasz-tó(Hjargasz-núr), illetve a Har-Usz-tó (Har-Usz-núr azaz Fekete Vizű-tó) is.
A Hjargasz-tó legnagyobb tápláló folyója a délen betorkolló Dzavhan folyó  (Dzavhan-hem) (670 km). A Dzavhan-folyó az Airag-tó közbeiktatásával torkollik a Hjargasz-tóba.
Partjain kiterjedt sós-mocsaras szakaszok sztyeppi növényzettel borított sík területekkel váltakoznak, de néhol homokos, félsivatagos részek is előfordulnak. A partvidék sokféle vízi szárnyas élőhelye, tavasszal és ősszel költözőmadarak hatalmas csapatainak pihenőhelye.
A 2000-ben alapított Hjargasz Nemzeti Park a Hjargasz-tó és az Airag-tó természetes élővilágát hivatott megvédeni. A nemzeti park területe 3328 km².